# نایجل باربر
نایجل باربر (انگلیسی: Nigel Barber؛ زادهٔ ۷ نوامبر ۱۹۵۵) دانشمند در زمینه علوم اعصاب رفتاری اهل ایالات متحده آمریکا است.

## تحقیق
تحقیقات باربر بر موضوع‌های مختلف در زمینه‌های روان‌شناسی زیستی و روان‌شناسی فرگشتی تمرکز دارد. اینها شامل تکامل ایثار، دلایل رشد موهای صورت مردان، و دلایل اعتقاد مردم به دین، که او معتقد است مربوط به مشکلات اقتصادی است.

## نوع دوستی
نایجل باربر در یکی از کتابهایش به نام مهربانی در دنیای بی‌رحمانه می‌نویسد: 
هرگاه حیوانی به دیگری کمک می‌کند، همیشه یک فایده پنهان در این یاوری وجود دارد و احتمالاً تنها عمل نوع دوستی واقعی توسط حیوانات والدین برای فرزندان خود بروز می‌کند، اگرچه هنوز از نظر تکاملی منفعتی در این کار وجود دارد زیرا ممکن است والدین خود را قربانی کنند اما زندگی آنها برای بچه‌هایشان است، آنها با فداکاری رشد ژن‌هایشان را تضمین می‌کنند. آن‌ها به نفع ژن‌هایشان عمل می‌کنند، نه به نفع جان خودشان.